# John O’Keefe (Neurowissenschaftler)

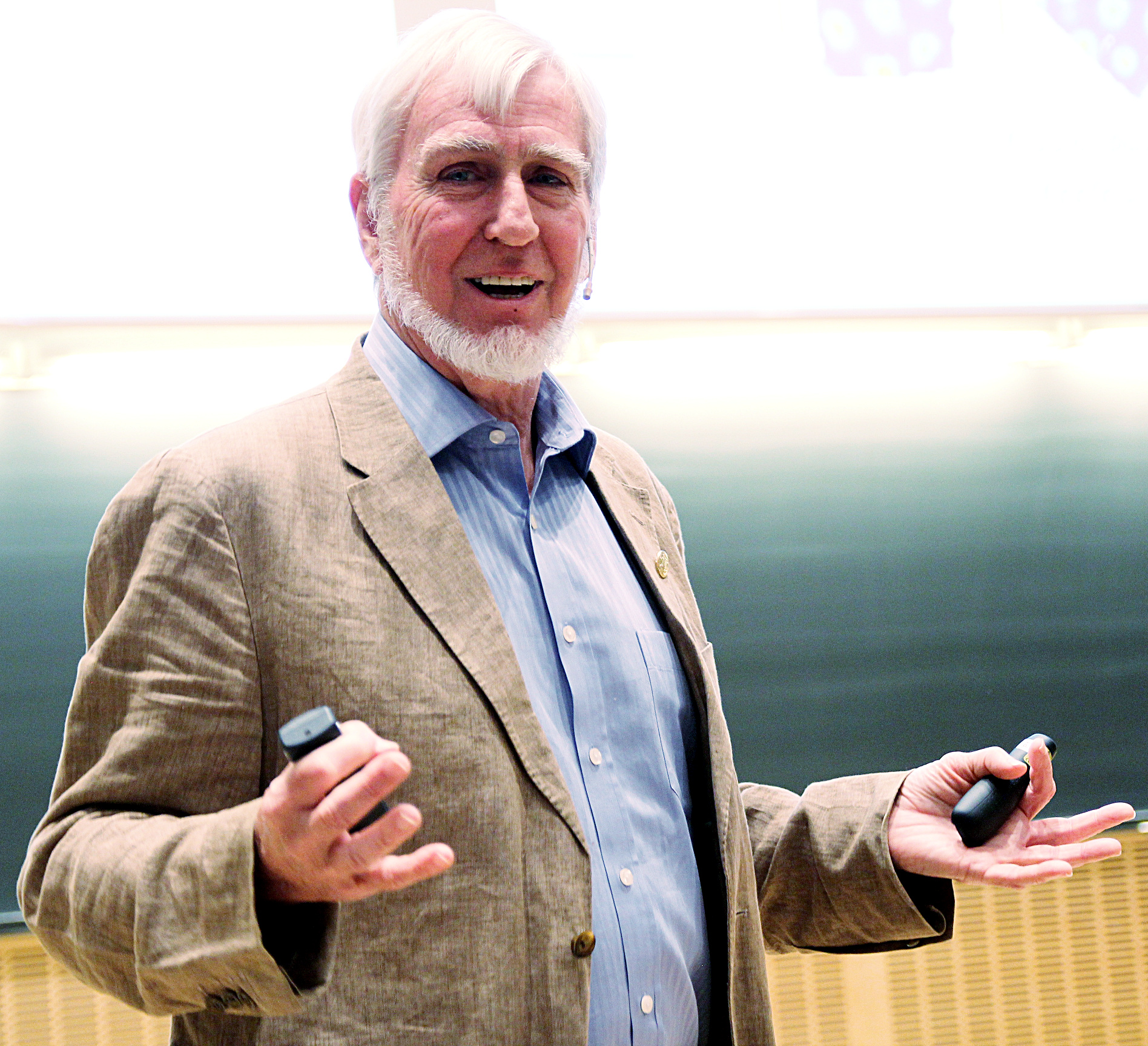
John O’Keefe (2014)

John Michael O’Keefe (* 18. November 1939 in New York City) ist ein britisch-US-amerikanischer Neurowissenschaftler und Nobelpreisträger. Er ist für grundlegende Beiträge zur Rolle des Hippocampus in räumlicher Orientierung und Gedächtnis bekannt. O’Keefe ist Professor am Institut für kognitive Neurowissenschaften des University College London.

## Leben
O’Keefe wurde als Sohn irischer Einwanderer in New York geboren und studierte am City College of New York (Bachelor-Abschluss). Danach wurde er bei Ronald Melzack in physiologischer Psychologie an der McGill University promoviert. Seine Dissertation aus dem Jahre 1967 trug den Titel Response properties of amygdalar units in the freely moving cat. Als Post-Doktorand war er ab 1967 am University College London, damals bei Patrick Wall. Er blieb dort und wurde 1987 Professor.
Er hat sowohl die britische als die US-amerikanische Staatsbürgerschaft. Er ist mit Eileen O’Keefe verheiratet (Professorin für Public Health) und hat mit ihr zwei Söhne.

## Wirken
O’Keefe befasst sich mit der neuronalen Basis speziell räumlicher Orientierung und des räumlichen Gedächtnisses und der Funktion, die der Hippocampus dabei hat. Er zeigte, wie Ortsinformation in neuronalen Netzwerken des Hippocampus gespeichert ist und dass es im Hippocampus Neuronen gibt, die für eine bestimmte Ortsinformation zuständig sind (Place Cells, übersetzt als Ortszellen). Er entwickelte ein theoretisches Modell der Gedächtnisfunktion des Hippocampus, das er experimentell an Nagetieren und Menschen überprüfte. 1978 erschien ein einflussreiches Buch dazu von ihm und Lynn Nadel. Er befasste sich auch mit den bei der Alzheimer-Krankheit typischen Defiziten im Hippocampus.
Er zeigte, dass Ortsinformation nicht nur in der Wiederholungsrate neuronaler Signale, sondern auch in der Phaseninformation kodiert ist (am Beispiel des Aktionspotentials der Pyramidenzellen ist die relative Phase zum Theta-Rhythmus des EEG wichtig). Er befasst sich auch mit Navigation von Robotern, neuronalen Netzwerken und dem Einsatz virtueller Realität bei Computer-Visualisierungen des Gehirns.
2008 erhielt er den Gruber-Preis für Neurowissenschaften und den European Neuroscience Journal Award, 2007 den British Neuroscience Association Award, 2001 den Feldberg-Preis und 2006 den Grawemeyer-Preis in Psychologie mit Lynn Nadel. 2013 wurde er mit dem Louisa-Gross-Horwitz-Preis ausgezeichnet. Er ist Fellow der Royal Society und der Academy of Medical Sciences. 2014 wurde er in die EMBO gewählt. Ebenfalls 2014 wurde er mit dem Kavli-Preis in Neurowissenschaften ausgezeichnet. Im selben Jahr wurde ihm zusammen mit May-Britt Moser und Edvard Moser der Nobelpreis für Physiologie oder Medizin zugesprochen. 2016 wurde O’Keefe in die National Academy of Sciences gewählt und 2018 wurde er Ehrenmitglied der Royal Irish Academy.

## Schriften (Auswahl)
- Herausgeber mit N. Burgess, K. J. Jeffery: The hippocampal and parietal foundations of spatial cognition. Oxford University Press, 1998
- Eleanor A. Maguire, Neil Burgess, James G. Donnett, R. S. J. Frackowiak, Chris Frith, John O’Keefe: Knowing Where and Getting There: A Human Navigation Network. In: Science. Band 280, Nr. 5365, 1998, S. 921–924, doi:10.1126/science.280.5365.921, PMID 9572740.
- Herausgeber mit P. Andersen, R. Morris, D. Amaral, T. Bliss: The Hippocampus Book. Oxford University Press, 2007
- mit Lynn Nadel: The Hippocampus as a cognitive map. Oxford University Press, 1978 (pdf)